# Плоское (Таращанский район)
Пло́ское (укр. Плоске) — село, входит в Таращанский район Киевской области Украины.
Население по переписи 2001 года составляло 683 человека. Почтовый индекс — 09530. Телефонный код — 4566. Занимает площадь 3,106 км². Код КОАТУУ — 3224484801.

## Местный совет
09530, Київська обл., Таращанський р-н, с.Плоске